# Ampataka
Ampataka est une commune urbaine malgache située dans la partie est de la région d'Atsimo-Atsinanana.